# Jacobus Heiblocq

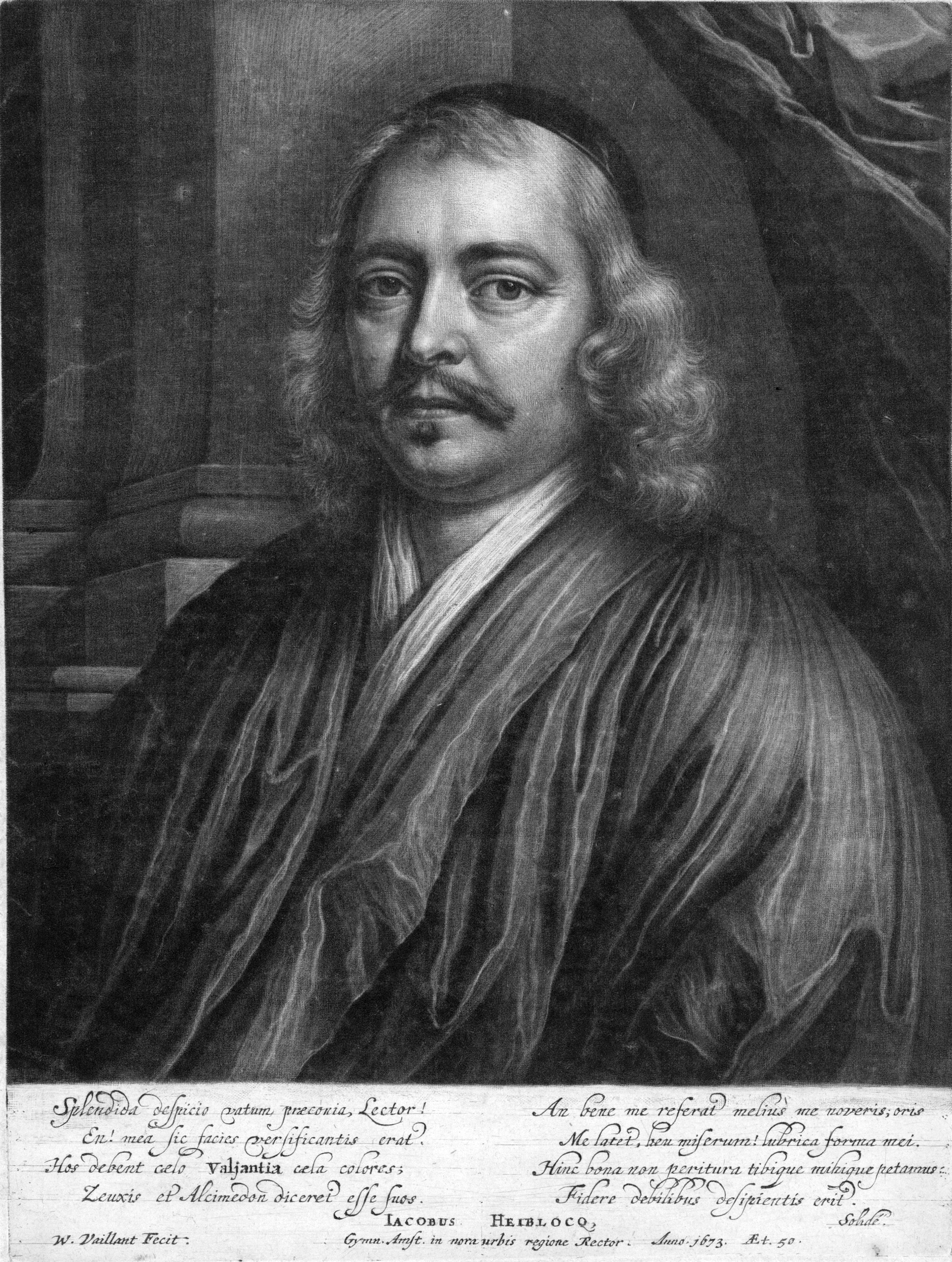
Jacobus Heiblocq (1623-1690)

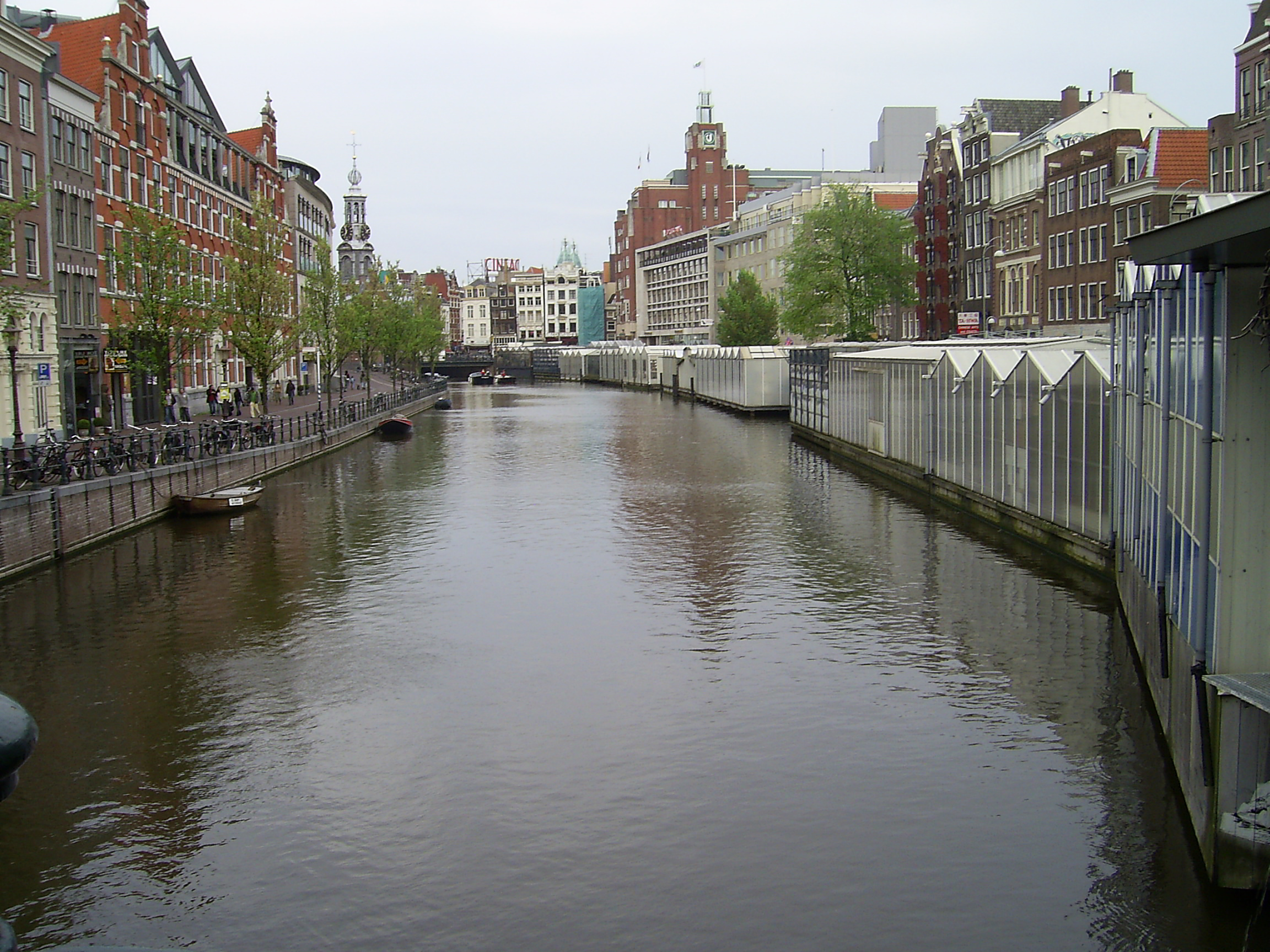
Het Singel, met links de Latijnse school (het pand met de trapgevel)

Jacobus Hei(j)blocq (of Heyblocq) (19 juni 1623-Amsterdam, 28 september 1690) was een dichter en rector van de Latijnse School te Amsterdam. Hij is vooral bekend vanwege het Album Amicorum dat hij gedurende zijn leven samenstelde.

## Biografie
Heiblocq kwam uit een gezin van negen kinderen. Zijn vader was pedel van het Athenaeum Illustre. In 1641 liet hij zich officieel inschrijven aan de Universiteit van Leiden en studeerde theologie en filosofie. In 1646 sloot hij zijn studie af; het jaar daarop wilde hij naar Oost-Indië vertrekken, maar dat werd hem afgeraden. In 1648 werd hij leraar aan de Latijnse school. In 1650 trouwde hij met Maria de Lange; er werd een feest gegeven op het Huis te Manpad in Heemstede. Zijn schoonvader Hendrik Zeegersz. van de Camp, eigenaar van de Hartekamp, trouwde op dezelfde dag met Hester du Pire.

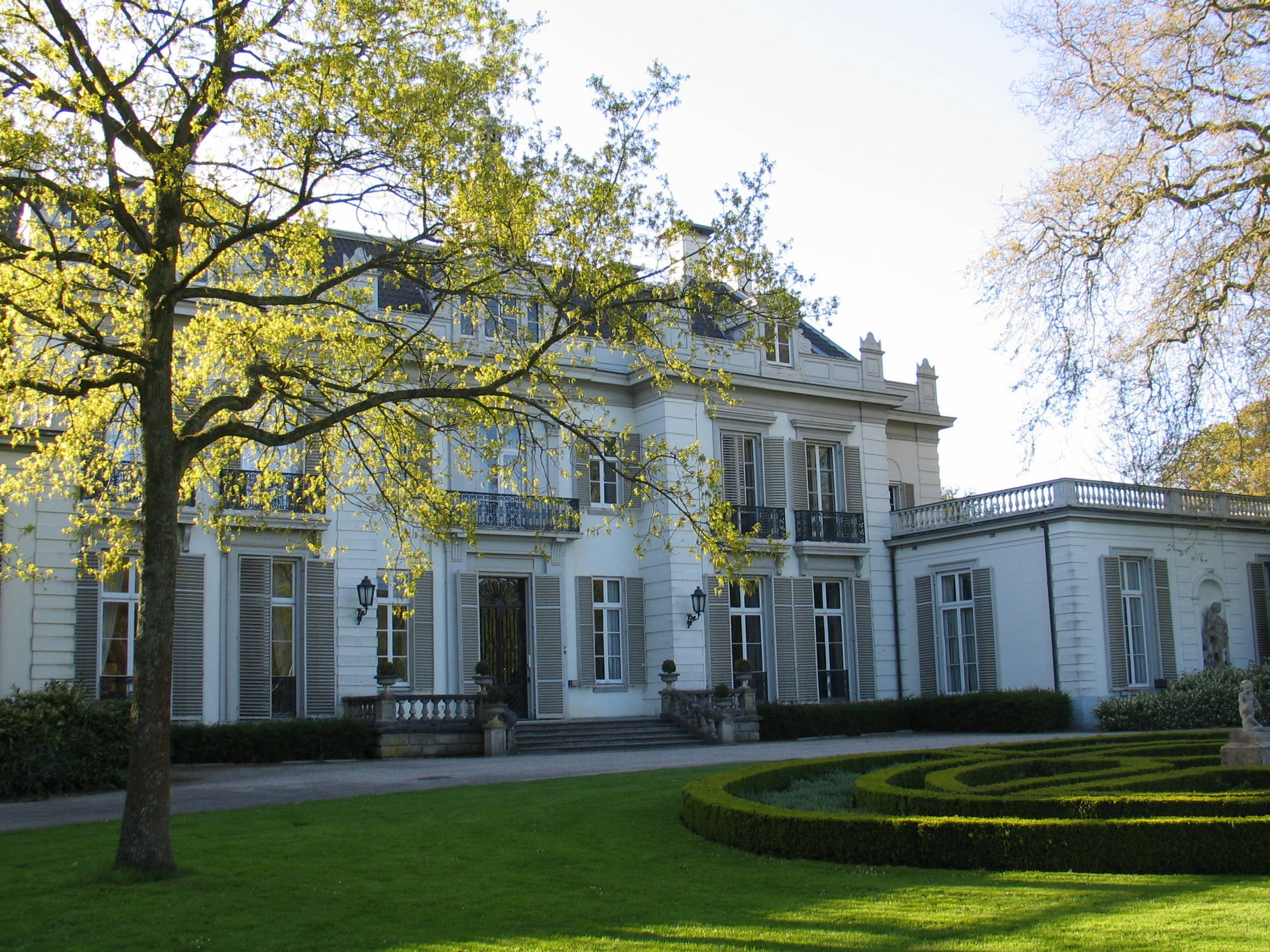
De Hartekamp in 2009

In 1666 verhuisde de Latijnse school van de Gravenstraat naar het Singel. In juni 1670 werd Heiblocq hoofd van de school, maar in zijn managementkwaliteiten schoot hij te kort. Wallerant Vaillant tekende zijn portret in mezzotint.
Heiblocq kocht de Hartekamp in 1680 van zijn zwager Gillis, die niet in staat bleek af te lossen. In 1683 stierf zijn vrouw. Heiblocq hertrouwde Debora Schoonhoven in 1684. In 1685 werd hem ontslag verleend. In 1687 verkocht hij zijn buiten aan een inwoner van Heemstede. Heijblocq werd begraven vanuit een huis, in het verleden toebehorend aan zijn "schoonvader", op de Bloemgracht.

## Album Amicorum
Heiblocq begon aan zijn album in 1645. Omdat hij er niet in slaagde een predikantplaats te verwerven werd hij leraar. Dankzij deze functie en zijn actieve bemoeienis met het toenmalig letterkundig leven kon zijn album uitgroeien tot het rijkste specimen in dit genre. Onder meer de dichters Joost van den Vondel, Jacob Cats, Jacob Westerbaen Thomas Asselijn, Joan Leonardsz Blasius, Jan Zoet en Willem Godschalck van Focquenbroch, eminente geleerden als Daniël Heinsius, Johannes Polyander à Kerckhoven, Revius, Voetius, Barlaeus, Gronovius, Vossius, Anna Maria van Schurman, Jan Amos Comenius, en de schilders Rembrandt, Salomon Savery, Aart van der Neer, Govert Flinck, Jan de Bray, Emanuel Murant, Jan van de Cappelle, Gerbrand van den Eeckhout en Jan Gerritsz. van Bronckhorst leverden een bijdrage aan deze uitgave met prachtige teksten en voorstellingen.

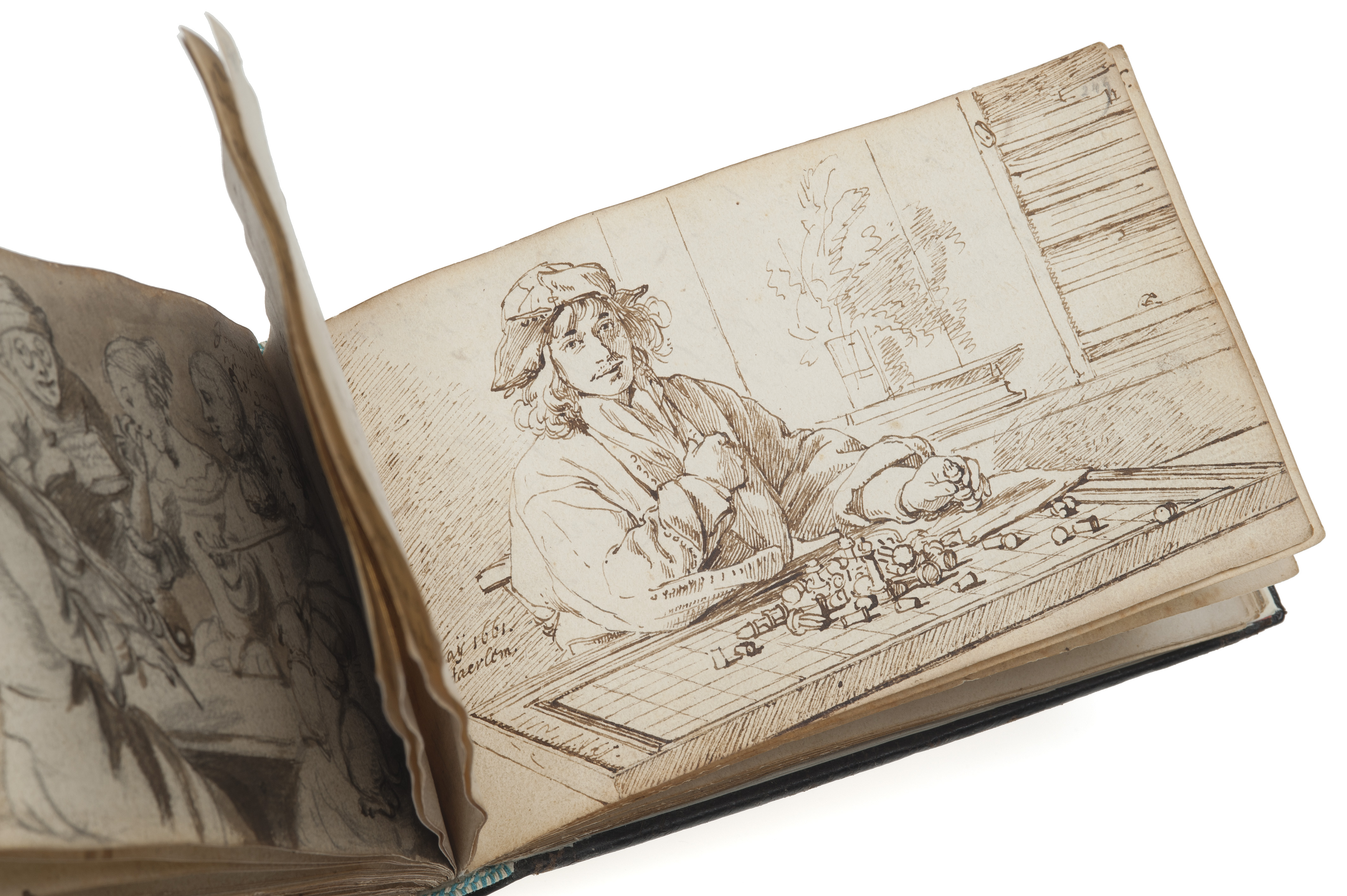
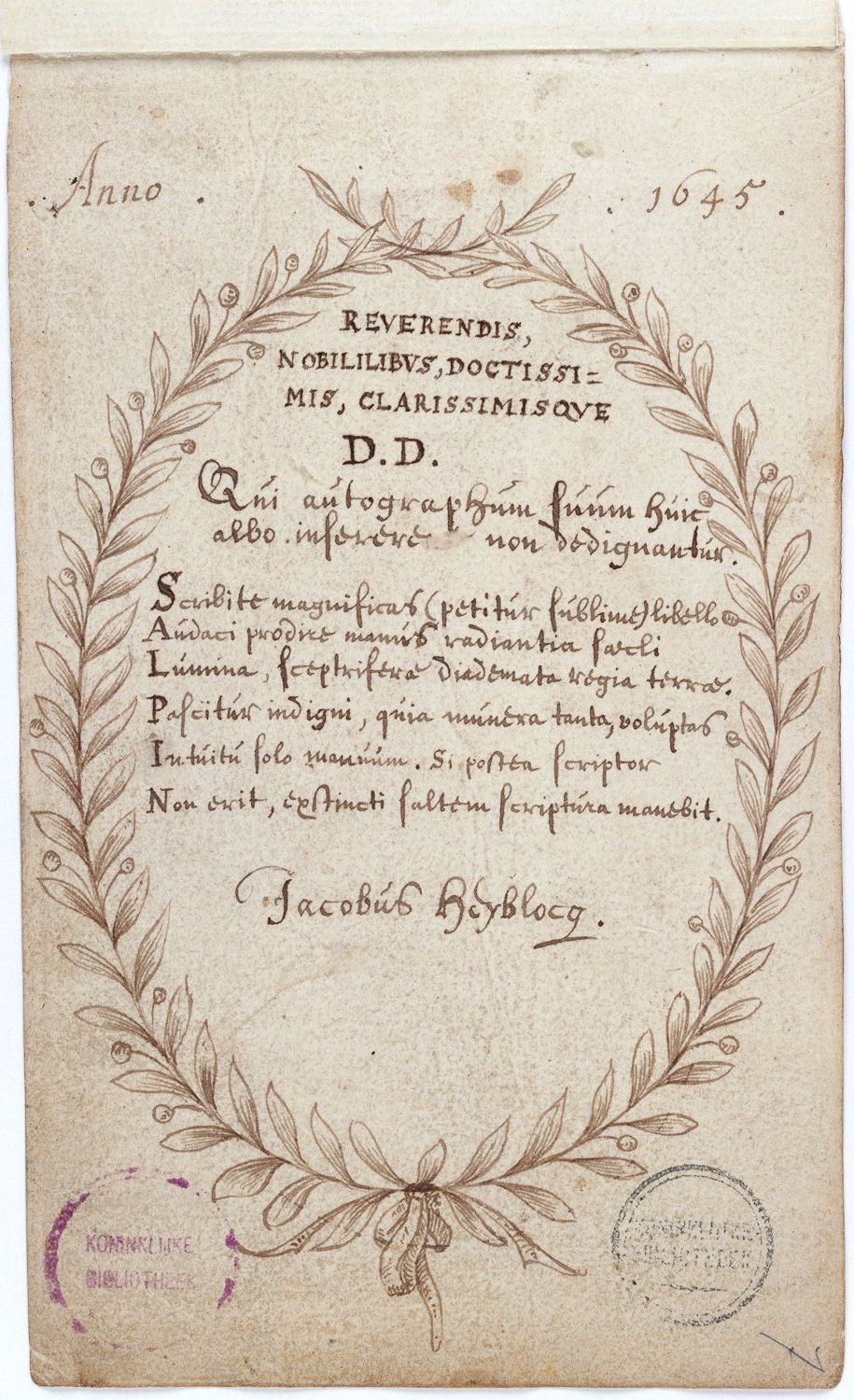
Dedicatie van het album, Leiden, 1645
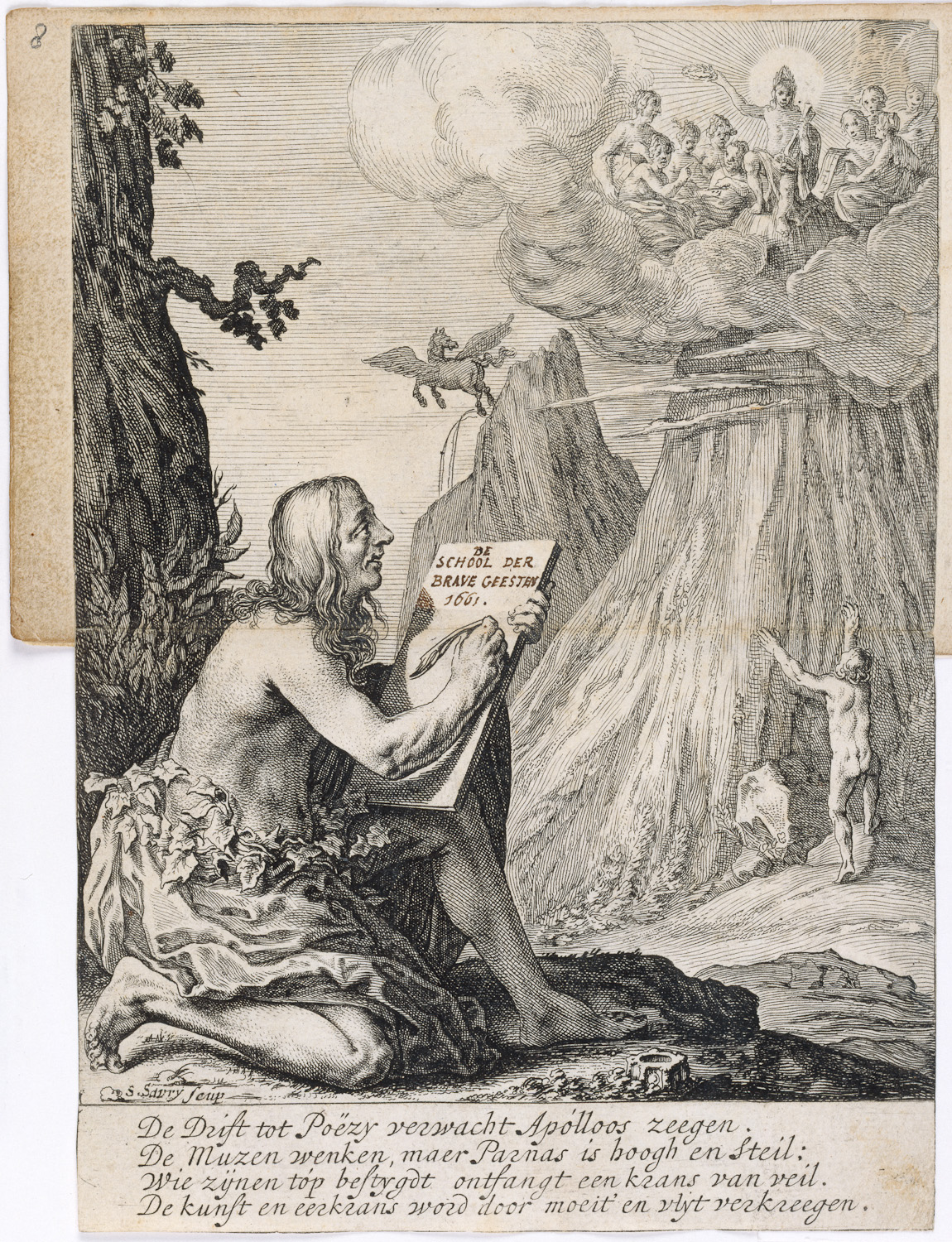
Pagina 8, ets van Salomon Savery
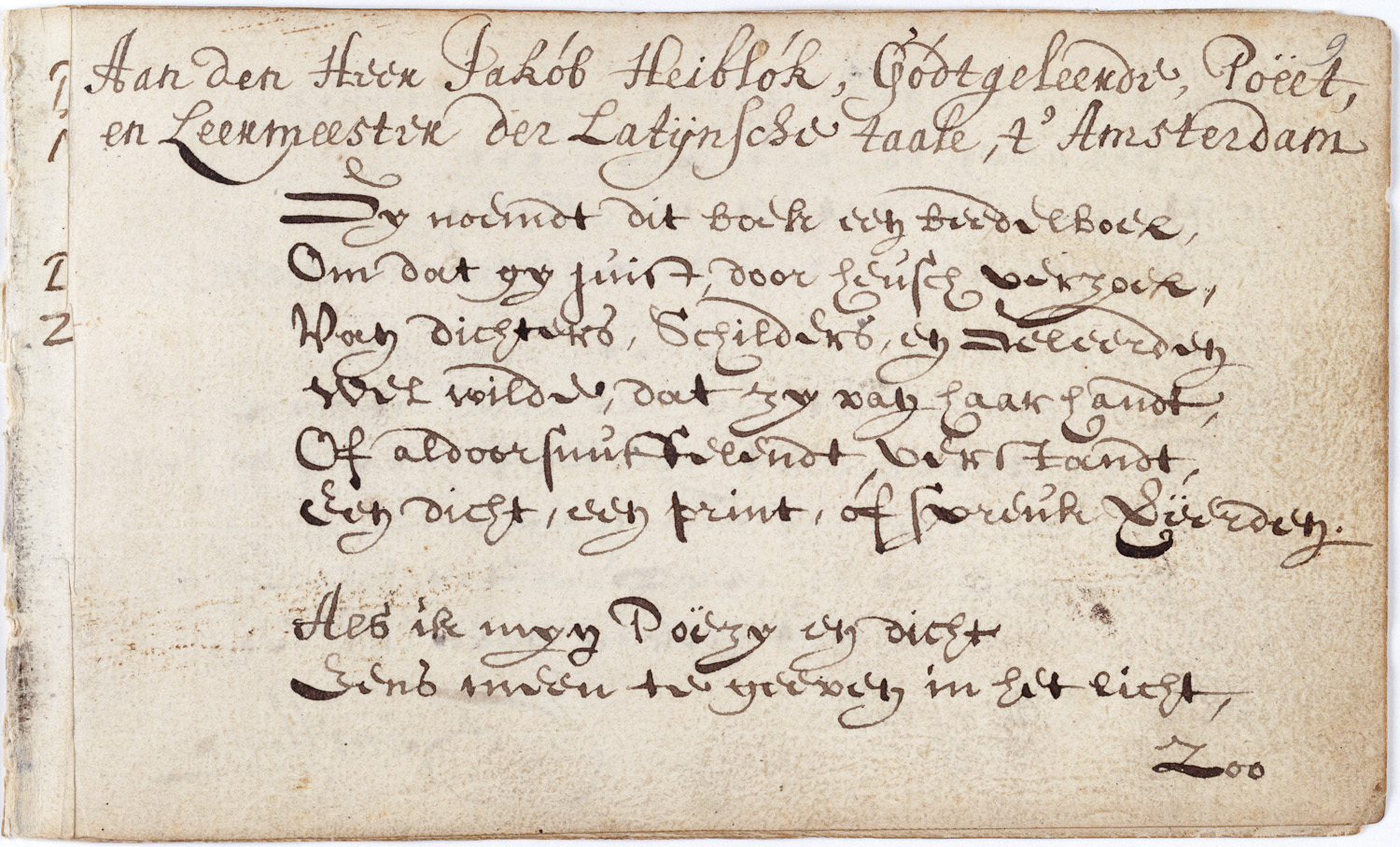
Pagina 9
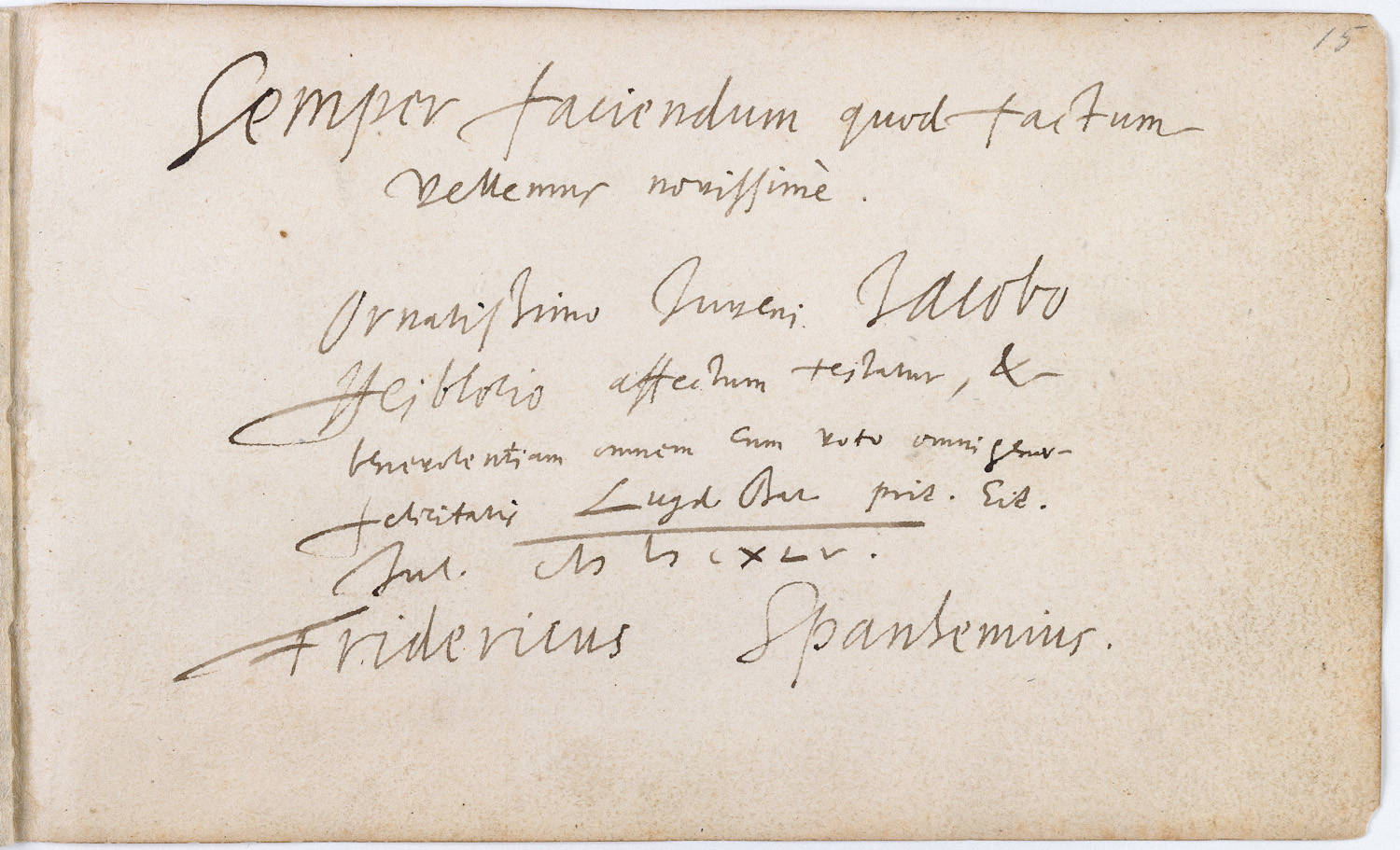
Pagina 15
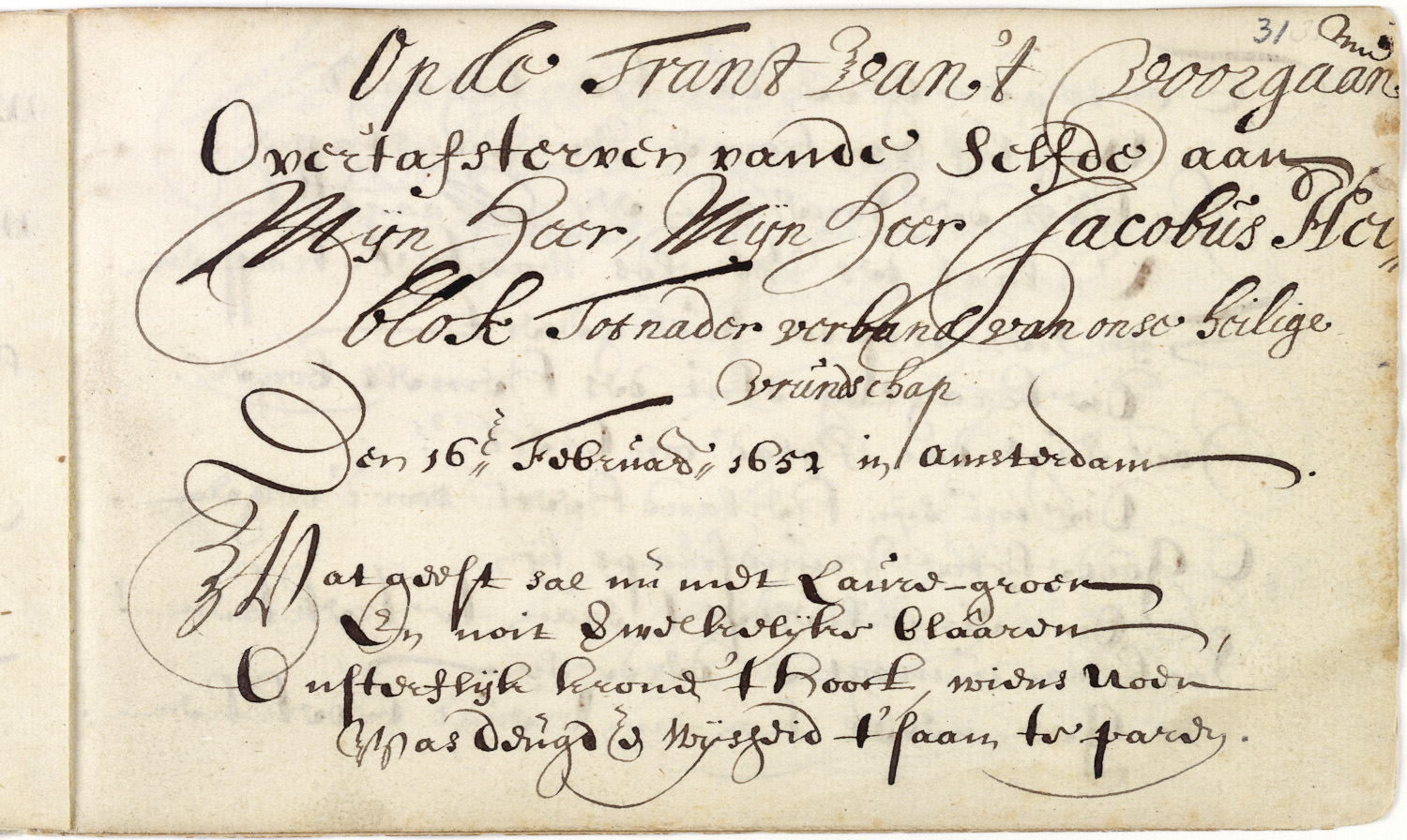
Pagina 31
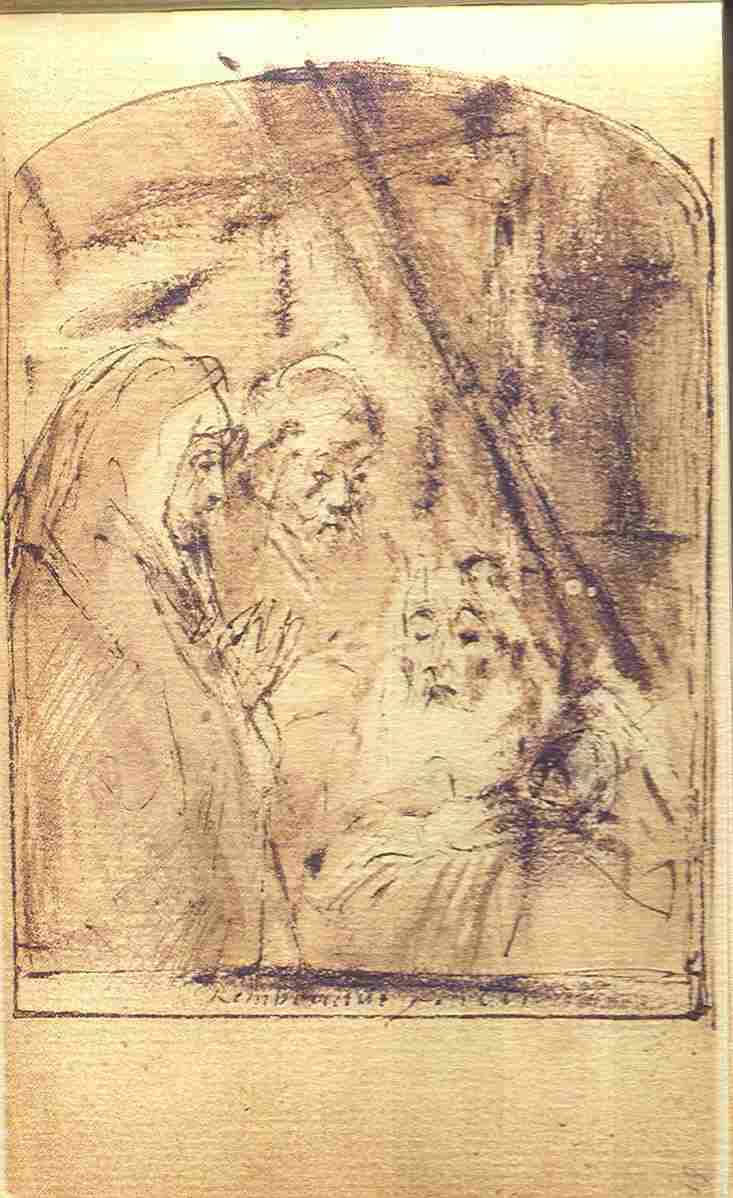
Pagina 61, Rembrandt van Rijn
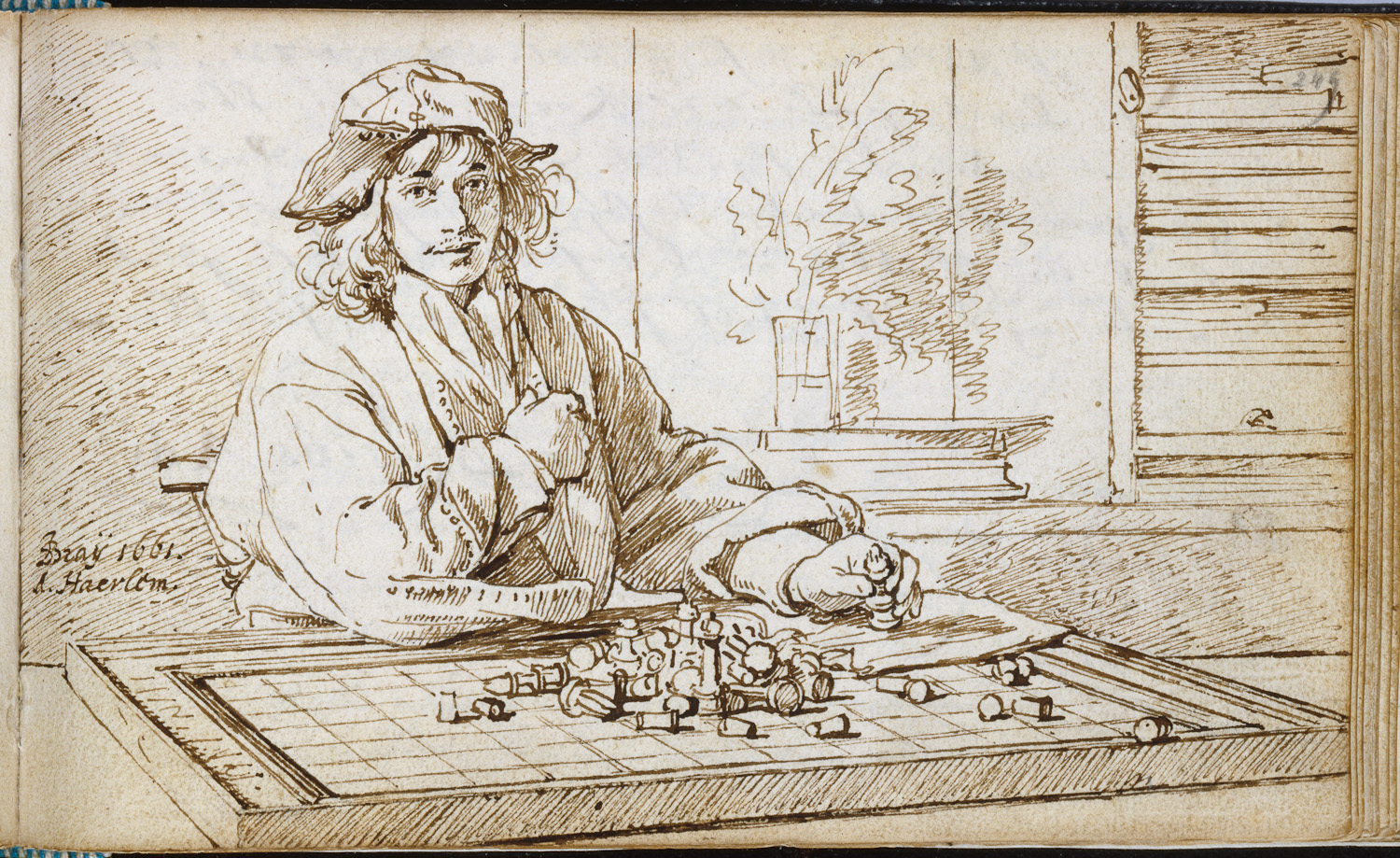
Pagina 249, Jan de Bray, Haarlem, 28 juli 1661